# ヴァロン・ベリシャ
ヴァロン・ベリシャ（Valon Berisha、1993年2月7日 - ）は、スウェーデン・マルメ出身のプロサッカー選手。LASKリンツ所属。元ノルウェー代表、現コソボ代表。ポジションはMF。
ノルウェー代表のヴェトン・ベリシャは実弟。

## クラブ経歴
コソボ人の両親の下、スウェーデン・マルメで生まれ、ノルウェー・エーゲルスンで育った。 
エーゲルスンのクラブでプレーを始め、2008年6月に15歳にして3部リーグの試合に出場した。14歳から15歳にかけてチェルシーFCのトライアルを三度受験した。ほかにもマンチェスター・シティFCとアストン・ヴィラFCのトライアルも受け、契約をオファーされたが、本人はノルウェーに残ることを選んだ。
2012年7月、ノルウェー代表チームメイトのホーバル・ニールセンとともにレッドブル・ザルツブルクに加入。
2018年7月3日、SSラツィオと5年契約を締結したことが発表された。
2020年1月30日、フォルトゥナ・デュッセルドルフに買取オプション付きのレンタルで移籍した。
2020年7月9日、スタッド・ランスと4年契約を結んだことが発表された。
2022年9月7日、メルボルン・シティFCにレンタル移籍。
2024年1月8日、LASKリンツに2年半契約で移籍した。

## 代表歴

### ノルウェー
育成年代ではノルウェー代表を選択した。
2011年11月、タイ開催の国際親善試合に参加するメンバーに選ばれ、初戦のデンマーク戦で初キャップを記録。残りのタイ戦、韓国戦にも出場した。

### コソボ
2016年、コソボがFIFAに加入したことを受けコソボ代表への変更を決断した。2016年9月の2018 FIFAワールドカップ・ヨーロッパ予選グループI・フィンランド戦で初キャップ&初ゴール。

### ゴール
| #  | 開催日       | 会場            | 対戦国       | スコア | 結果 | 試合概要                      | ref    |
| -- | ------------ | --------------- | ------------ | ------ | ---- | ----------------------------- | ------ |
| 1. | 2016年9月5日 | Veritas Stadion | フィンランド | 1–1    | 1–1  | 2018 FIFAワールドカップ・予選 | [ 16 ] |

## タイトル

### クラブ
レッドブル・ザルツブルク
- オーストリア・ブンデスリーガ 優勝 （5回）： 2013-14, 2014-15, 2015-16, 2016-17, 2017-18
- オーストリア・カップ 優勝 （3回）： 2013-14, 2014-15, 2015-16

SSラツィオ
- コッパ・イタリア 優勝 （1回）： 2018-19
- スーペルコッパ・イタリアーナ 優勝 （1回）： 2019